# 리누이
리누이는 가방, 제조업을 다루는 회사이다. 리누이 (L’inoui)는 '새롭고 놀라운, 기적과도 같다는 뜻'으로 이태리 가죽원단을 사용하여 모든 제품을 핸드메이드 방식으로 제작하는 순수국내브랜드이다.

## 연혁
- 2010-08-05 (주)엠제이플러스유 설립[1]
- 2012-04-04 (주)리누이 플래그쉽 스토어(Flagship Store) 오픈[2]
- 2012-06-21 (주)리누이로 상호변경[1].

## 마케팅

### 제품간접광고(PPL)
- 리누이는 우리결혼했어요 ( 닉쿤, 이특 등 ), 하이킥3 ( 박하선,줄리엔강 ), 내마음이 들리니 ( 김재원 ), 오작교형제들 ( 유이 ), 현장토크 택시 ( 공형진, 김수현 등 ) 넝쿨째 굴러온 당신 ( 유준상 ), 넌 내게 반했어 ( 정용화 ), 시크릿가든 ( 하지원, 현빈 ), 옥탑방왕세자 ( 박유천 ) , 신사의 품격 ( 김하늘, 장동건 ) , 러닝맨 ( 한지민 ) 등 영화나 드라마, 예능 프로그램을 통한 제품간접광고 ; PPL(Product Placement)방식으로 해당브랜드를 자연스럽게 노출하는 마케팅을 진행하고 있다.